# Horca del Inca

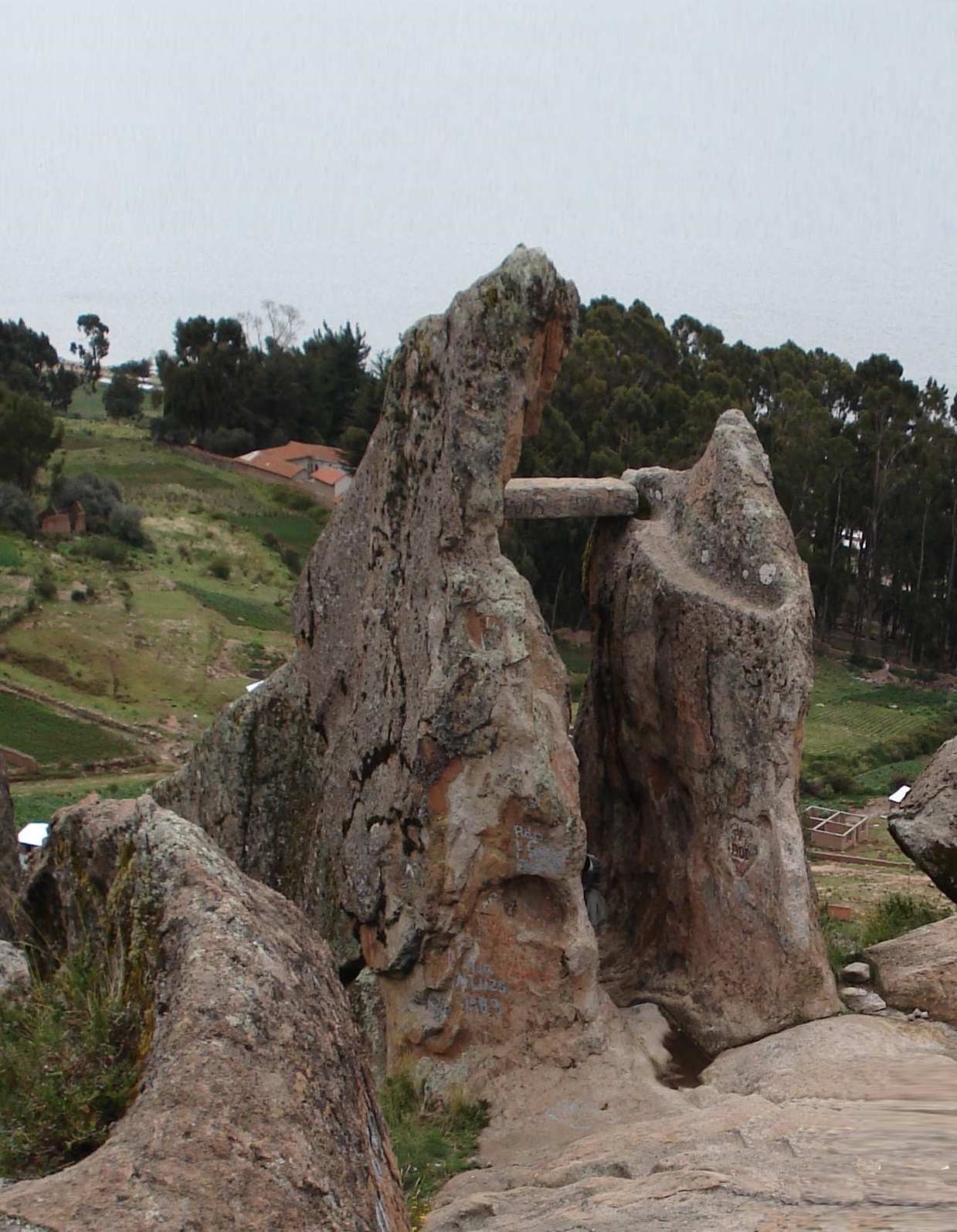
Horca del Inca

Horca del Inca (auch Pachat'aqa, Pachataca oder Pachataka) ist eine archäologische Stätte in Bolivien im Municipio Copacabana, Provinz Manco Kapac im Departamento de La Paz.

## Stätte
Nach der Kunsthistorikerin Jessica Joyce Christie sei der Naturstein bei Horca del Inca eindeutig verändert worden. Die Modifikationen seien an zwei Natursteinsäulen sichtbar, die geschnitten wurden, um einen Sturz zwischen ihnen zu stützen. Das Grundgestein an der Basis der Säulen wurde geschnitzt, um den Fuß für eine Steinmauer zu bilden, von der nur noch wenige Blöcke übrig sind.

## Galerie

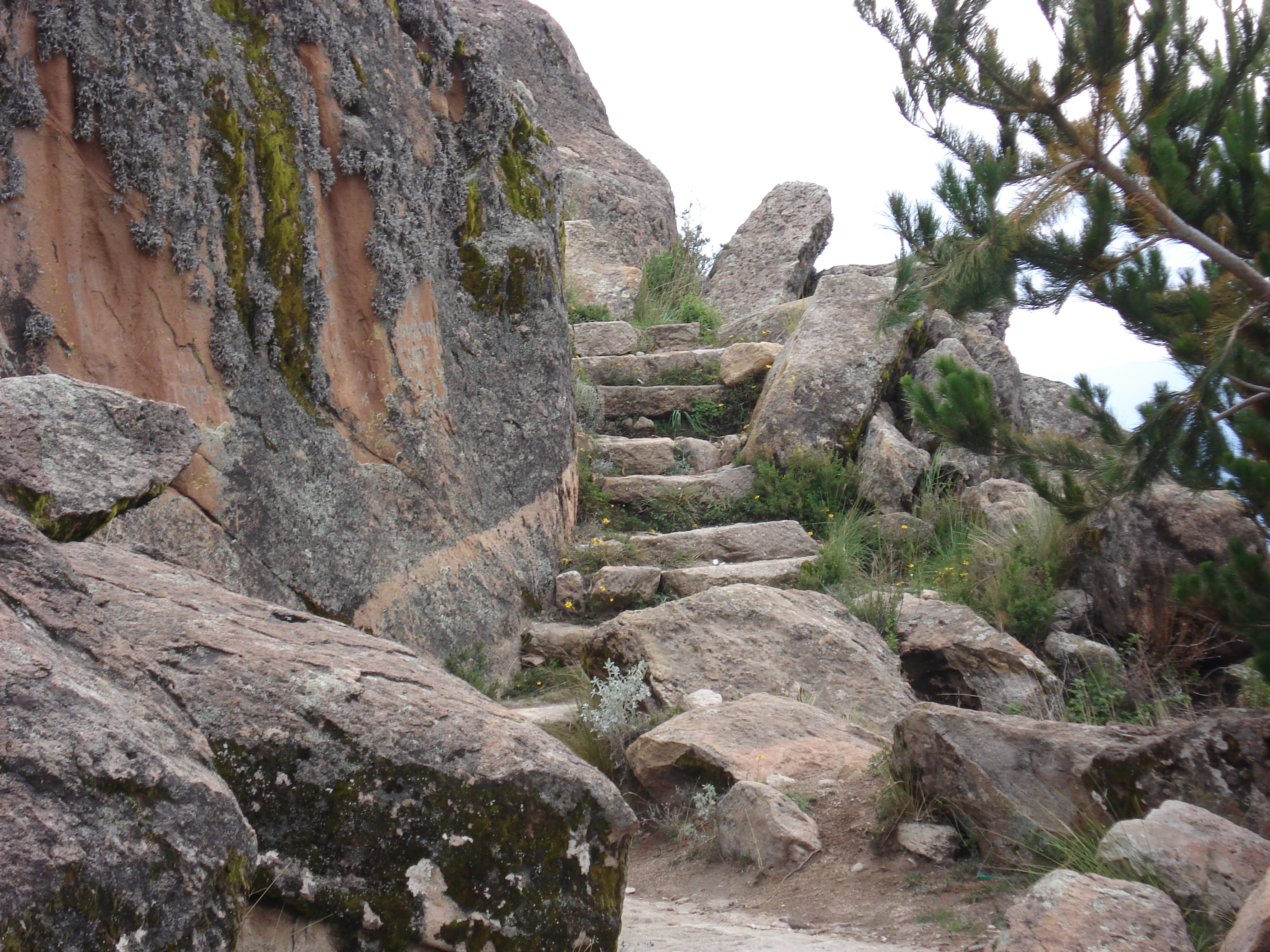
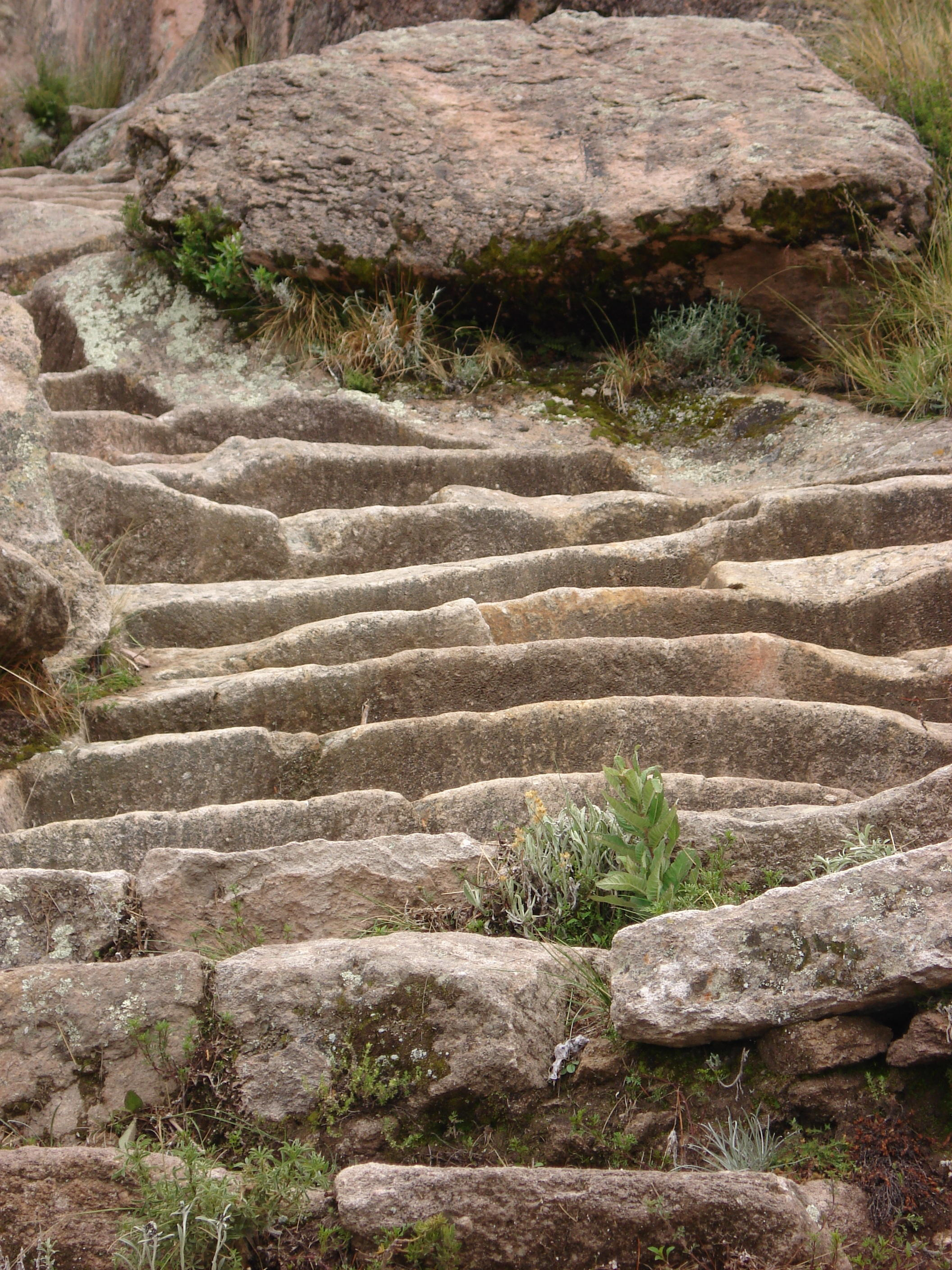
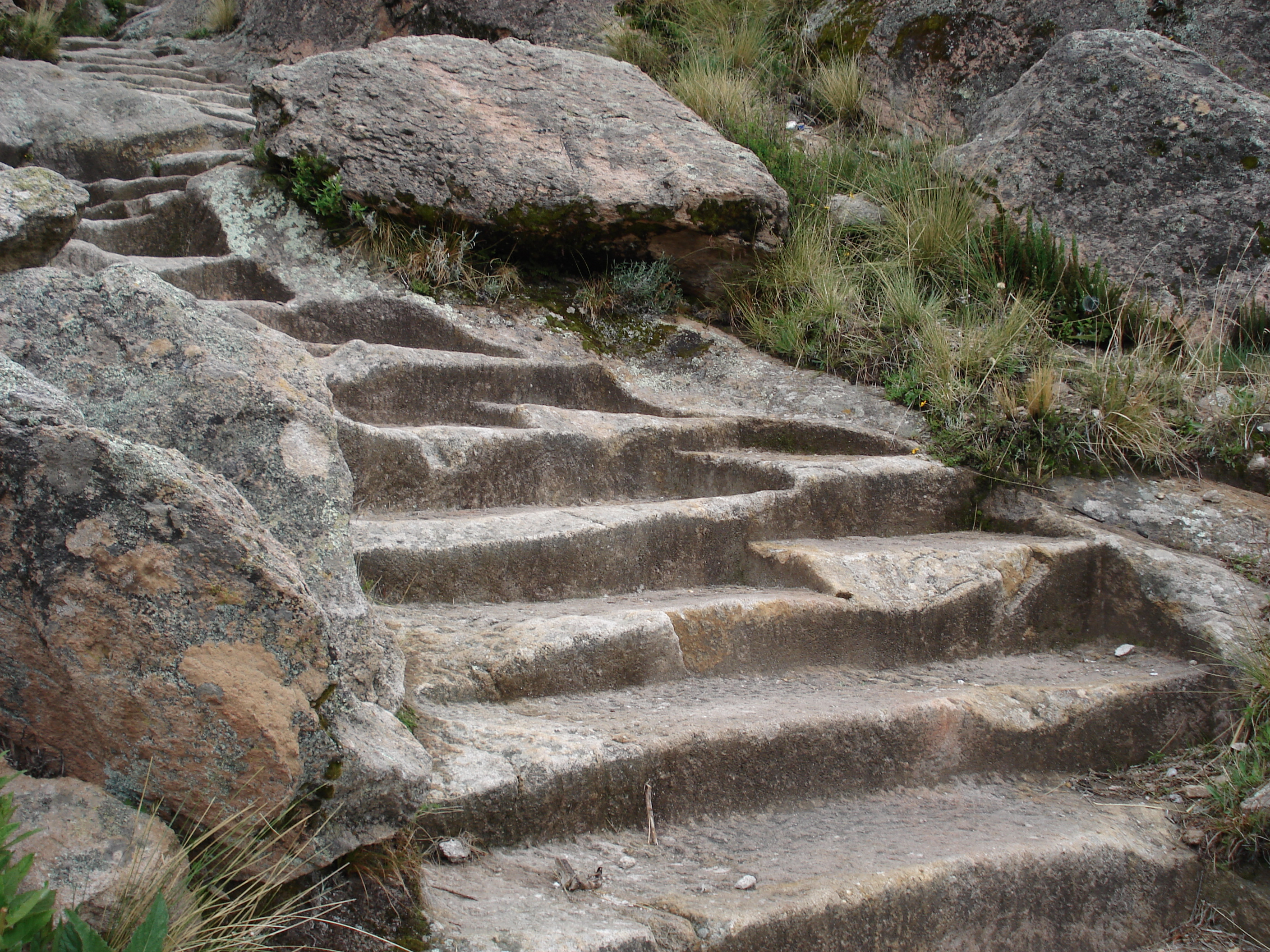

## Ausblick

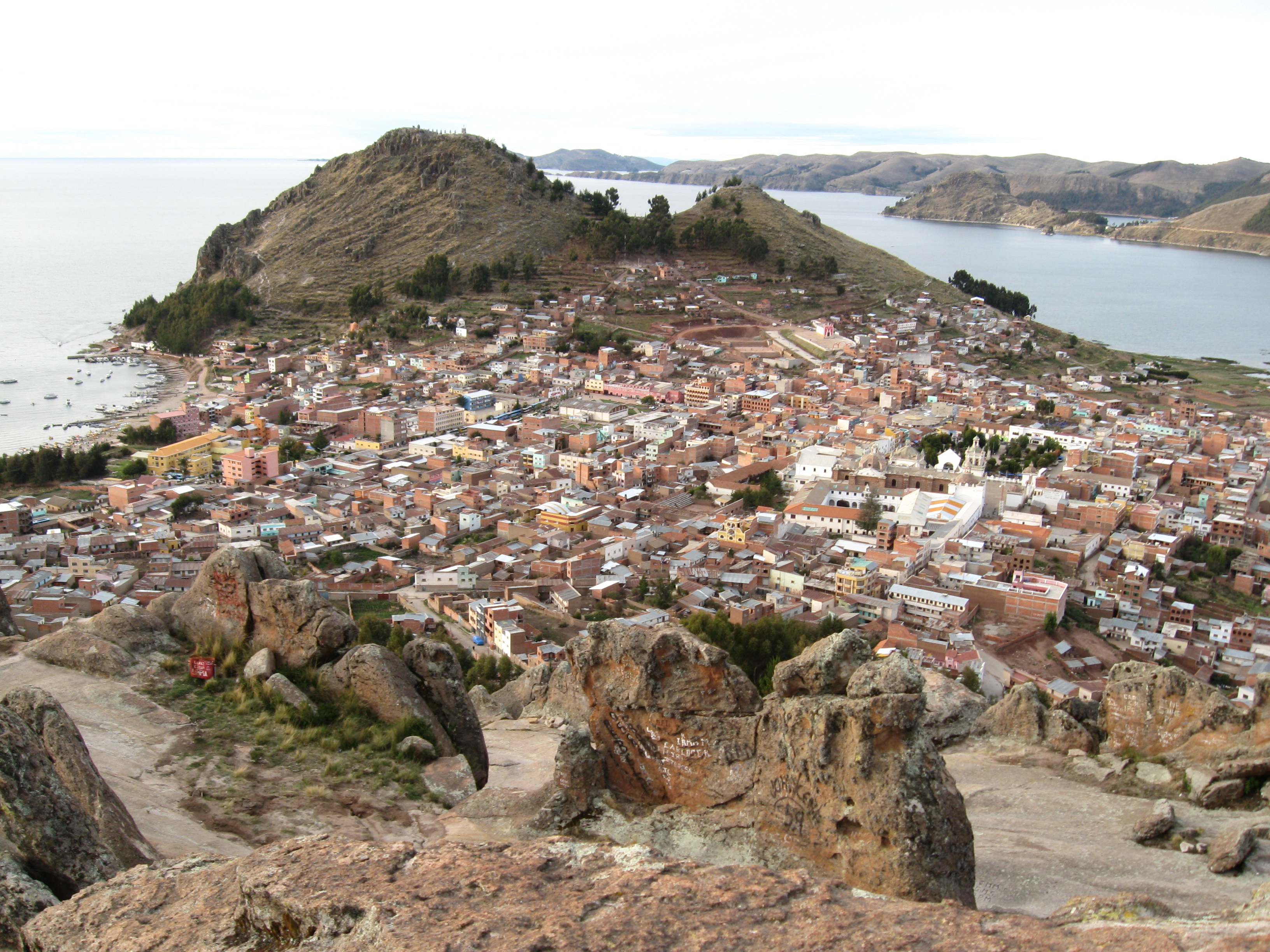
Copacabana vom Horca del Inca aus gesehen.

Beim Blick durch den Horca del Inca nach Westen schaut der Betrachter auf die weite blaue Weite des Titicacasees, während der Blick nach Osten von natürlichen Felsformationen versperrt wird.

## Astronomische Ausrichtungen
In den 1960er Jahren suchte Hermann Trimborn nach Verbindungen zwischen dem Horca del Inca und Merkmalen im Gestein, die Stationspunkte der aufgehenden Sonne markiert haben könnten. Er stellte fest, dass der vom Horca del Inca aus beobachtete Sonnenaufgang früher stattfand als am unteren Intinkala und dass möglicherweise Signale zwischen den beiden Orten ausgetauscht wurden. Die astronomischen Ausrichtungen des Horca del Inca wurden erst 1978 vollständig verstanden, als Oswaldo Rivera Sundt dokumentierte, dass ein Loch in einem Felsen im Nordosten am Morgen der Sonnenwende im Juni einen genau definierten Lichtpunkt auf die Mitte des Türsturzes wirft. Bei Sonnenaufgang an der September-Tagundnachtgleiche wirft der Felsen einen Schatten auf den Türsturz, während die vertikalen Pfeiler beleuchtet werden. Daher sei nach Jessica Joyce Christie der Horca del Inca zusammen mit diesem Loch wahrscheinlich als Sonnenwende-Marker entwickelt worden.

## Chronologie
Nach der Kunsthistorikerin Jessica Joyce Christie sei die Frage der Chronologie bei Horca del Inca offen. Die Literatur gehe davon aus, dass der Horca del Inca eine Inka-Stätte sei. Diese Behauptung stellt sie in Zweifel. Hermann Trimborn habe über „keine oder sehr wenige Inka-Tonscherben“ in den Gebieten des Horca del Inca oder Intinkala berichtet. Archäologische Stätten mit Natursteinsäulen, die einen künstlichen Türsturz stützen, seien in der Region Cusco nicht vorhanden, und zwei weitere von Trimborn illustrierte bolivianische Beispiele deuten stark darauf hin, dass diese Art von Denkmal einer lokalen und wahrscheinlich prä-Inka-Tradition folge. Trimborn deutete „Horca-Monumente“ als Vorläufer der Intiwatana-Steine und ordnete sie der Aymara-Kultur zu, was auch Henri Beuchat vertrat. Daher sei nach Christie ein prä-Inka-Ursprung möglich. Sie geht davon aus, dass der Horca del Inca weiterhin von den Inka zur Bestimmung der Sommersonnenwende genutzt wurde.